# Remolc de bicicleta

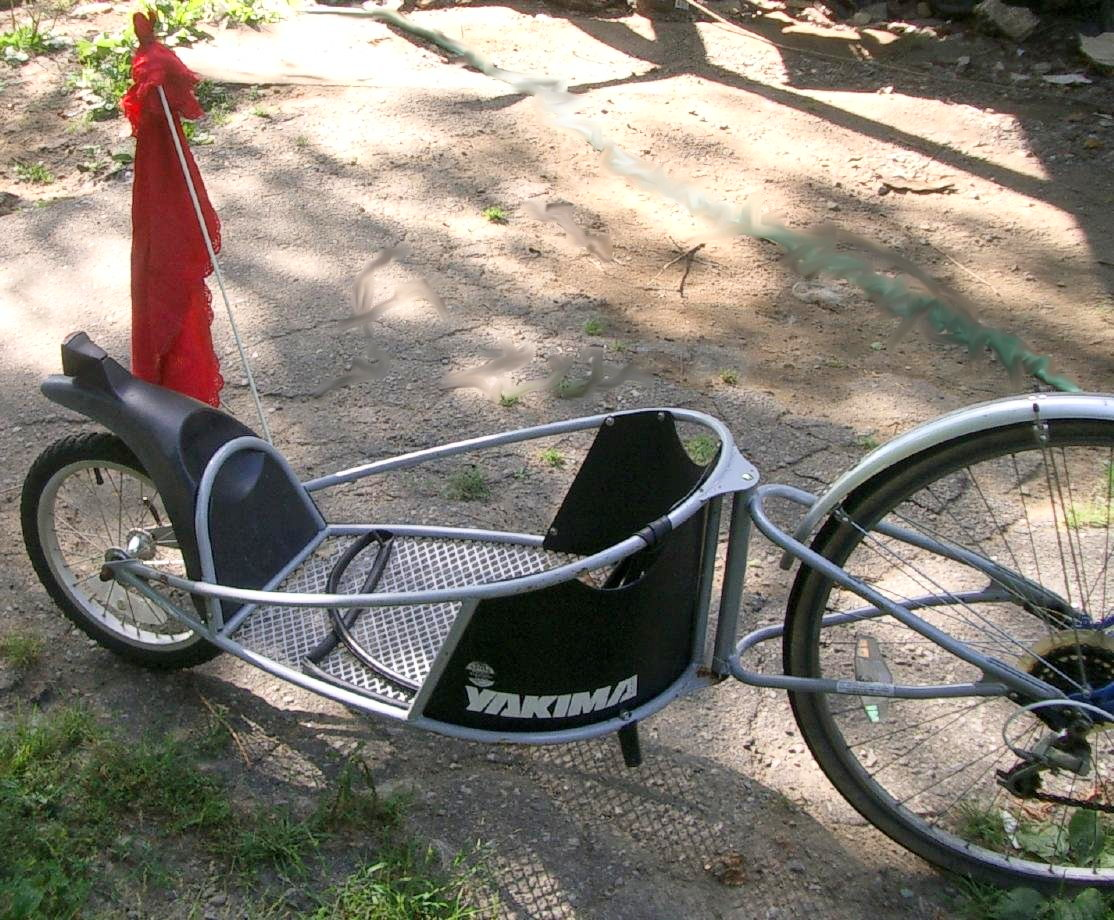
Tràiler de roda única

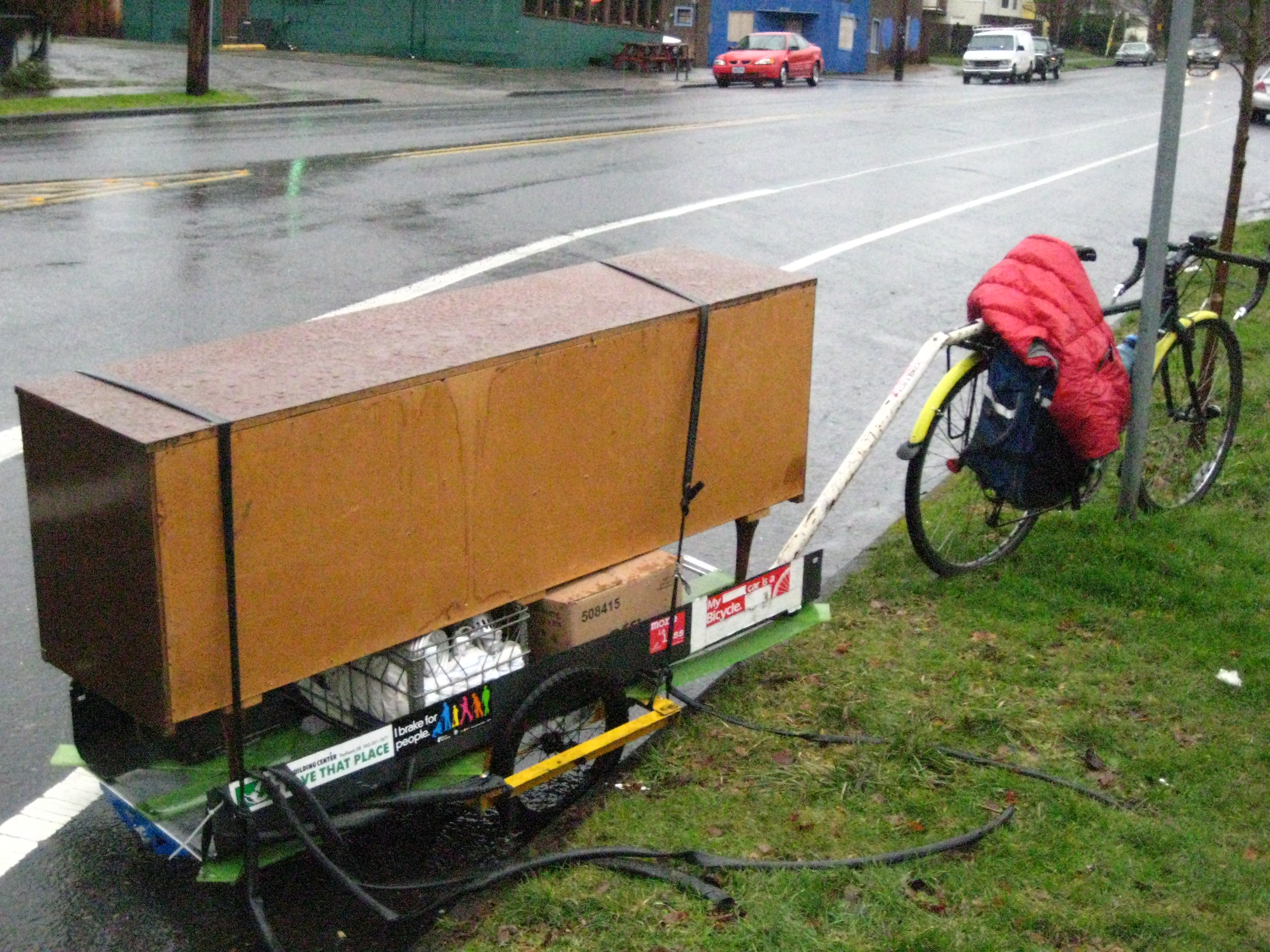
Tràiler de bicicletes per al transport pesat

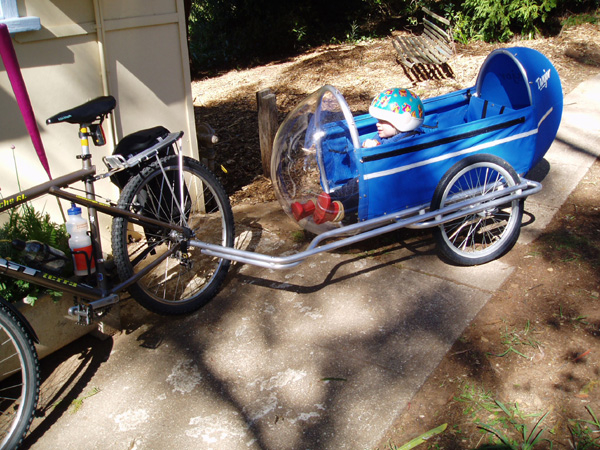
Disseny aerodinàmic que permet el tancament total. Per a passatgers i càrrega, o càrrega només

Un remolc per a bicicleta és una estructura amb una o dues rodes i sense motor per al transport de càrrega amb bicicleta. Pot en gran manera augmentar la capacitat de càrrega d'una bicicleta, permetent la tracció punt a punt d'objectes de fins a 3 metres cúbics en volum que poden pesar més de mitja tona.

## Tipus
Els tipus diferents de tràiler estan dissenyats amb diversos propòsits, requisits de càrrega i condicions de conducció:

### Pel nombre de rodes
- Roda única: una única roda muntada al darrere. Encara que de capacitat de remolc limitada, aquest disseny tendeix a ser més estable (quan es mou) front a tràilers amb dues o més rodes. La roda única pot inclinar-se de costat a costat en els girs (com ho fa la bicicleta mateixa) el que permet girs coordinats a una velocitat relativament alta. La connexió a la bicicleta és més simple que en un remolc de dues rodes, ja que només calen dos graus de recorregut i el remolc s'inclina solidàriament. Els remolcs Bob Trayler i Extrawheel, tots tenen una sola roda.[1]
- Dues rodes: Un disseny de dues roda fa possible una capacitat de càrrega molt més gran i una superfície de càrrega més àmplia. Encara que no és adequat per altes velocitats, són ideals per ciclisme diari. Els remolcs de dues rodes tendeixen a tindre l'amplada del manillar de la bicicleta o més amples, per això s'ha de tindre cura en anar per espais estrets.

### Segons la càrrega
- Càrrega General: per a transportar càrrega de tota mena. La capacitat de càrrega dels remolcs de càrrega comercialitzats s'estén de 14 a 140 kg, però càrregues molt més grans han estat transportades amb remolcs autoconstruïts o per trens multi-remolc enganxat a una única bicicleta.

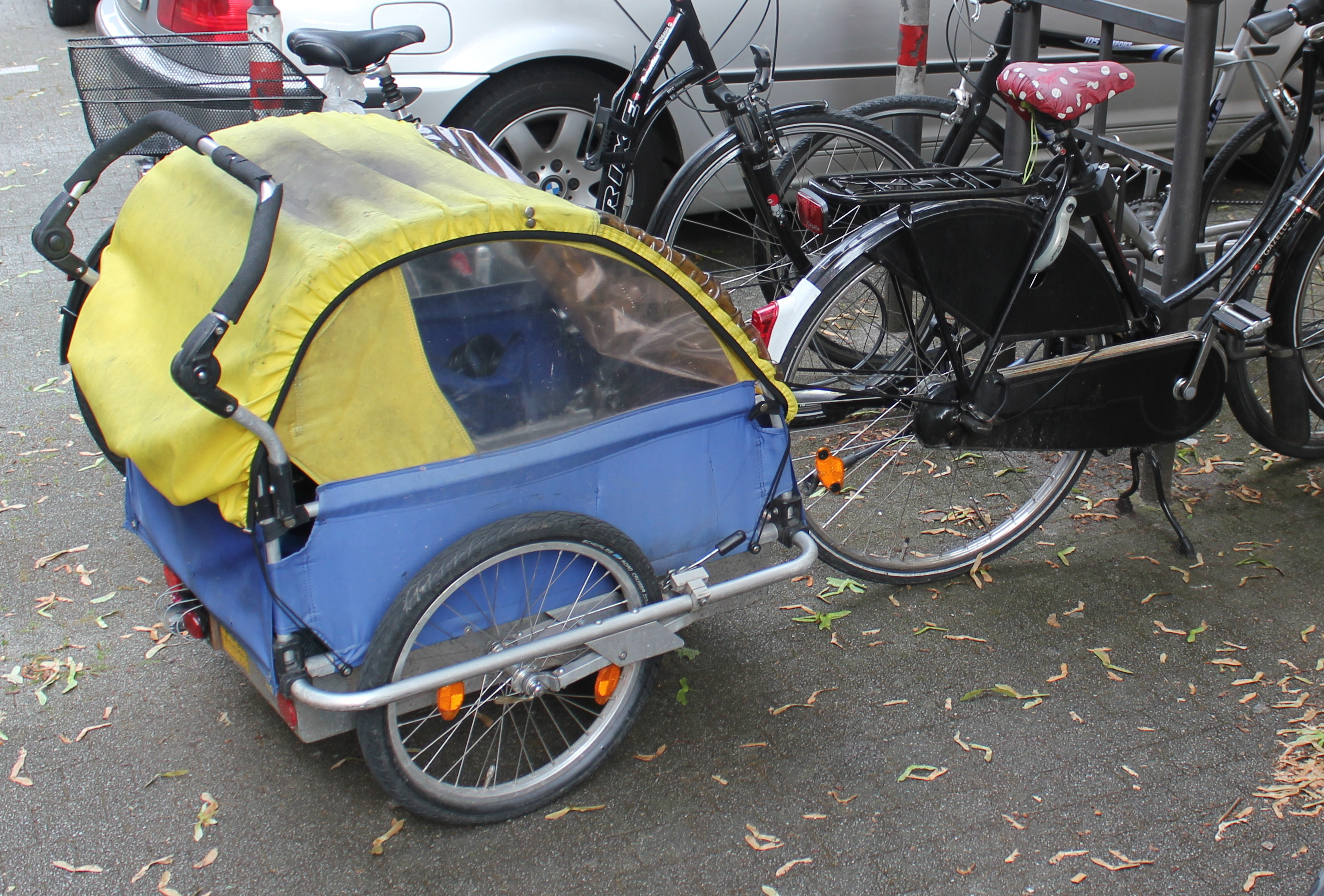
Remolc per a passagers

- Remolc per a passagersPassatger infantil (com a càrrega): els remolcs estan construïts per reforçar la comoditat i seguretat d'un o més petits passatgers. Aquests normalment tenen el centre de gravetat baix i les rodes àmpliament espaiades per augmentar l'estabilitat a les corbes, i sovint integren cobertes per a la pluja, seient còmode, i cinturons de seguretat. Molts dels remolcs dissenyats per transportar xiquets també es poden convertir en cotxets infantils.
- Passatger infantil (com a genet): Les bicicletes-remolc que normalment s'enganxen a la bicicleta a través de la part del darrere del seient (i funciona com un tàndem). Aquests admeten nens petits que no poden encara anar sols amb una bicicleta i són acompanyats per adults que pedalant generen la tracció.Remolc especial amb diversos compartiments

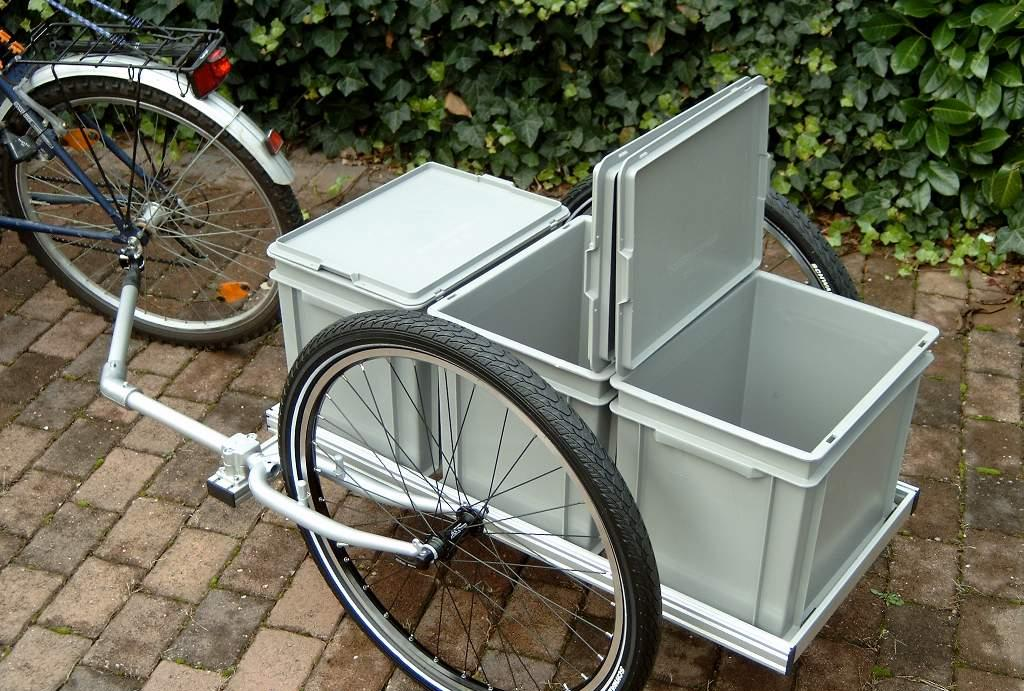
Remolc especial amb diversos compartiments

- Canoa i caiac: dissenyat per remolcar una càrrega molt llarga i lleugera, com canoes, caiacs, o plataformes de surf de vela.[2]
- Passatger discapacitat: fabricat per remolcar de manera segura cadires de rodes amb persones en elles.[3]
- Animals de companyia: per portar animals domèstics petits, especialment gossos, que pesen menys de 45 kg.[4]

### Tràilers Elèctrics
- Hi ha alguns tràilers elèctrics per a bicicletes, com el Ridekick[5] i el Tràiler d'Empenta Elèctric.[6]

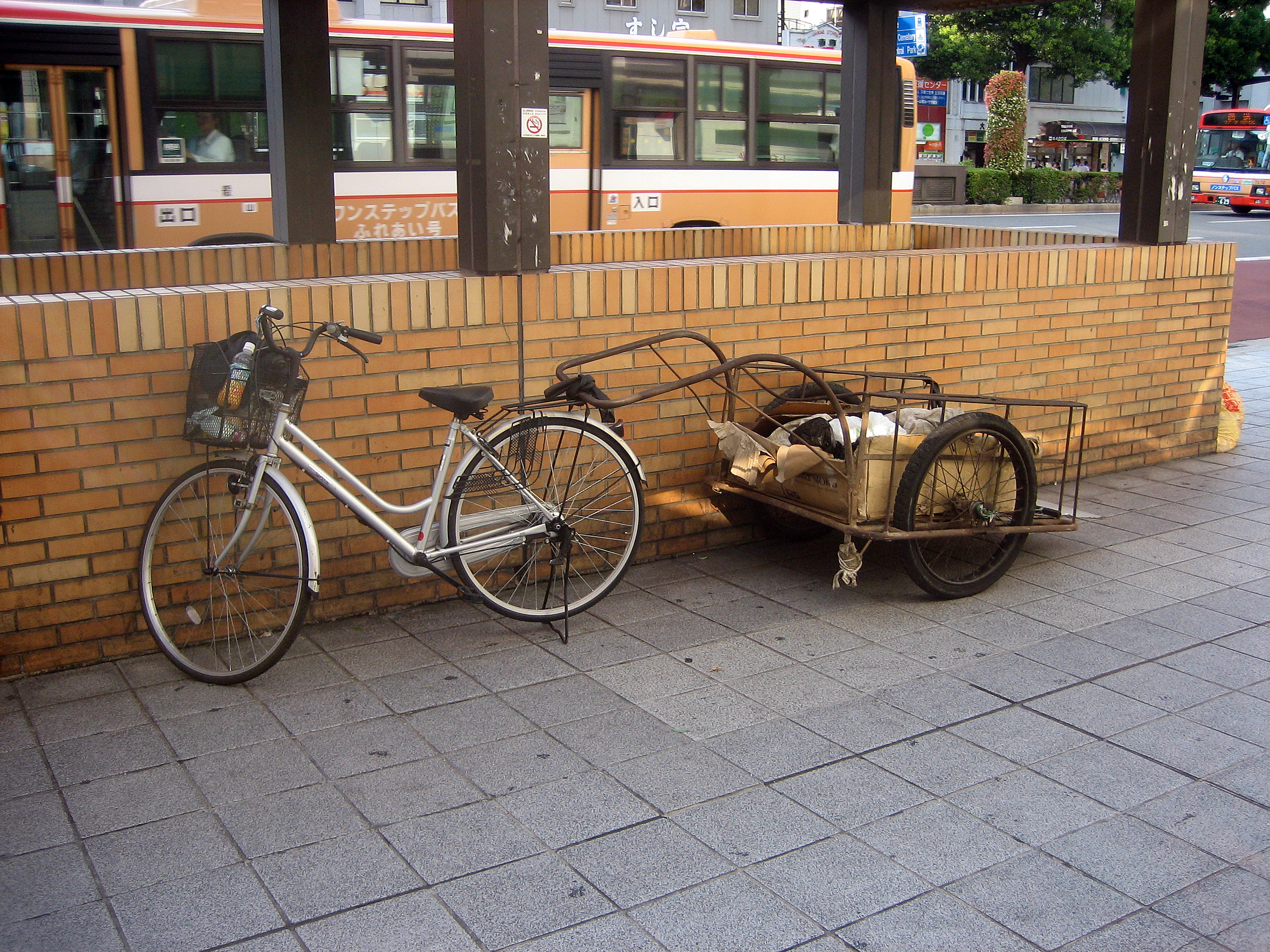
Un carro japonès, conegut com Rearcar. Pot ser estirat o per un humà o per una bicicleta.